# Marcel Van Der Auwera
Marcel Van Der Auwera (ur. 24 sierpnia 1923 w Tubize, zm. 1 maja 2008 w Antwerpii) – belgijski szermierz, brązowy medalista mistrzostw świata.
Podczas mistrzostw świata w Sztokholmie w 1951 roku Belgowie w składzie: Gustave Ballister, Jean Henriet, François Heywaert, Ferdinand Jassogne, Marcel Van Der Auwera i Édouard Yves zdobyli brązowy medal w zawodach drużynowych. Był to jego jedyny medal wywalczony w zawodach tego cyklu.
Wystąpił na igrzyskach olimpijskich w Helsinkach w 1952 roku, gdzie był piąty w szabli drużynowej, a w zawodach indywidualnych dotarł do ćwierćfinałów. Na rozgrywanych cztery lata później igrzyskach olimpijskich w Melbourne w szabli indywidualnej odpadł w półfinałach. Był również piąty w szpadzie drużynowej, a we florecie drużynowym odpadł w pierwszej rundzie. Brał ponadto udział w igrzyskach olimpijskich w Rzymie w 1960 roku, gdzie w szabli indywidualnej dotarł do ćwierćfinałów, a drużynowo był dziewiąty.